# Primitivní proužek

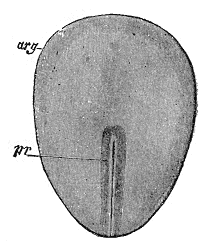
Pohled na embryo králíka, shora. Patrný je primitivní proužek, jímž buňky budou putovat dovnitř a dávat tak vzniknout zárodku s třemi zárodečnými listy, entodermem, mezodermem a ektodermem.

Primitivní proužek je podélný val na raném zárodku ptáků a savců, jenž definuje osu hlava-ocas a následně dává vzniknout primitivní brázdě, kterou migrují buňky budoucího zárodečného mezodermu a entodermu. Tato migrace je samotnou podstatou gastrulace. Primitivní proužek se vytváří jako ztluštěnina epiblastu (svrchní vrstvy dvouvrstevného zárodku), a to na posteriorním konci embrya. Vpředu (anteriorně) je primitivní proužek zakončen primitivním (Hensenovým) uzlem. Právě Hensenův uzel je organizátorem vzniku gastruly, a tak je vlastně funkčním ekvivalentem žabího „dorzálního rtu blastoporu“. Buňky budoucího entodermu a mezodermu tedy vstupují Hensenovým uzlem dovnitř embrya a migrují do míst svého cílového určení.